# Fernando Niño y Zapata
Fernando Niño y Zapata (Toledo, ? - ídem, 16 de setembre de 1552) va ser un religiós castellà. Fou president de la Cancelleria de Granada i arquebisbe de la mateixa ciutat, patriarca de les Índies Occidentals, bisbe de Sigüenza i president del Consell de Castella.
Nascut a Toledo, fou el segon fill de Juan Niño, fill segon dels senyors d'Añover de Tajo, y d'Aldonza Zapata. Fou ardiaca de Sepúlveda (Segòvia) i inquisidor, càrrec que és conegut per la carta que l'emperador Carles V va dirigir al capítol d'Orense perquè admetessin a Niño com a bisbe d'Ourense, càrrec del qual prengué possessió el 5 d'octubre de 1539, a través del llicenciat Gabriel Martínez, que després seria provisor de Niño a la diòcesi. D'altra banda, l'emperador l va tenir en alta estima per les seves qualitats i els seus coneixements, i el nomenà president de la Cancelleria de Granada i, a més, el feu arquebisbe de Granada, va prendre possessió el 12 de maig de 1542 i governà l'arxidiòcesi durant cinc anys. D'aquests càrrecs fou promogut a patriarca de les Índies Occidentals, fou nomenat bisbe de Sigüenza, prenent possessió l'11 de novembre de 1546, i president del Consell de Castella.
Va morir a Toledo el 16 de setembre de 1552, sent president del Consell de Castella. Fou testamentari el seu nebot Rodrigo Niño, resident a la mateixa ciutat. Manà ser enterrat a la catedral de Sigüenza, desig que es va complir quan fou sepultat definitivament allà el maig de 1558.